# Méltóságcímer
A méltóságcímer olyan címer, amelyet csak egyes tisztségek és hivatalok viselői használhatnak. A méltóság jelvényét általában a címerpajzson vagy azon kívül is feltüntetik.
Névváltozatok: méltóságcímer vagy tiszti címer (Bárczay 5.)

la: insignia dignitatis, fr: armoiries de dignité, de: Amtswappen 

Rövidítések

Az ilyen címer úgynevezett személyi címer, tehát a méltóságjelvényeket az adott személy családtagjai nem viselhetik, mivel az ilyen hivatal vagy rang az egyéni érdem jogán jár a viselőjének és nem öröklődik tovább. Ilyen pl. a tiara és a kulcsok a 
pápa címerében, a marsallbot a marsallok címerében, a horgony az admirálisokéban, a mitra és a pásztorbot a püspöki címerekben stb. Méltóságjelvényeket nemcsak személyek, hanem önkormányzatok is viselhetnek. A címerpajzson belüli méltóságjelvények egyik komplex példája a napóleoni heraldika, mely azonban csak kevés követőre talált. Manapság a román heraldika használja.
A méltóságcímerek egyik fajtája a rangcímer (de: Standeswappen), mely a társadalmi vagy hivatali rangot fejezi ki a hivatalnak megfelelő jelképek által a címerben. Olyan hivatali címerekről van szó, melyek rangemelést is jelentenek. Ezek örökletesek, ha az adományozott hivatal vagy cím is örökletes a családban.